# 江戸川スポーツランド
江戸川スポーツランド（えどがわスポーツランド）は、東京都江戸川区にあるスポーツ施設である。夏はプールになるスケートリンク、健康ルーム、テニスコート、フットサルコートなどがある。

## 概要
1982年に都内唯一の公営スケートリンクとして開業し、現在でも23区内唯一の区立スケートリンクである。毎年10月1日から5月31日まで屋内スケートリンクとして営業している。10月1日からの営業のため、9月下旬頃から製氷作業が行われる。夏季は7月1日より8月31日までプールとして営業している。浅田真央サンクスツアー東京公演では、当スポーツランドが使用された。

## 指定管理者
- 加藤商会 - アイスリンク仙台などのスケートリンクを運営している。

## アクセス
- 京成バス江戸川スポーツランド停留所より徒歩1分。
- 京成トランジットバス行徳橋南詰停留所より篠崎水門経由で徒歩15分（約1km）。
- 都営新宿線篠崎駅より徒歩25分（約1.7km）。

## 周辺
- 京成バス江戸川営業所
- 水辺のスポーツガーデン (指定管理者はオーエンス)
- 東京都立篠崎高等学校
- 篠崎ポニーランド